# Sala Museo Dr. Ángel Óscar Ulloa Gregori
La Sala Museo Dr. Ángel Oscar Ulloa Gregori es una instalación de la Facultad de Medicina de la Universidad Autónoma de Nuevo León (UANL) que tiene como objetivo preservar la historia médica regional y sirve con actividades docentes y también de apoyo a la investigación histórica.·
·

## Historia
Se inauguró el 18 de octubre de 1993, dentro del edificio del Centro Regional de Información y Documentación en Salud CRIDS de la Facultad de Medicina de la UANL, con el nombre de Sala Histórica. Inicialmente fue parte de lo que hoy es el Archivo Histórico Documental y Fotográfico de la Facultad de Medicina, el cual consistía en una sección de libros, fotografías e instrumental médico antiguo.
En 2002 el Dr. Ángel Óscar Ulloa Gregori (1919-2015), cirujano plástico, egresado y profesor de la facultad, donó su colección personal de mil piezas de instrumental médico-quirúrgico antiguo. Desde esa fecha la Sala Histórica se reinauguró con el nombre de Sala Museo “Dr. Ángel Óscar Ulloa Gregori”, en reconocimiento a su trayectoria profesional y su legado.

## Actividades
La Sala Museo instala cada año exposiciones temáticas coordinadas en conjunto con profesores y alumnos de la Facultad y provee visitas guiadas para estudiantes y público en general. Las colecciones pueden ser consultadas por los investigadores del área. La Sala Museo organiza anualmente conferencias y seminarios con temáticas médico-históricas de carácter regional y nacional.